# Eccellenza Campania 2002-2003
Il campionato italiano di calcio di Eccellenza regionale 2002-2003 è stato il dodicesimo organizzato in Italia. Rappresenta il sesto livello del calcio italiano.
Questi sono i gironi organizzati dal comitato regionale della regione Campania.

## Classifiche

### Girone A

#### Squadre partecipanti
| Club                               | Città (provincia)           | Stadio | Stagione precedente |
| ---------------------------------- | --------------------------- | ------ | ------------------- |
| U.S. Alba Durazzano Sant'Agata     | Durazzano (BN)              |        |                     |
| U.S. Arzanese                      | Arzano (NA)                 |        |                     |
| Capri Isola Azzurra                | Capri (NA)                  |        |                     |
| Pol. El Brazil Flegrea             | Bacoli (NA)                 |        |                     |
| A.C. Ercolano 1924                 | Ercolano (NA)               |        |                     |
| Gaudianum                          | Qualiano (NA)               |        |                     |
| A.S. Giovani Recale                | Recale (CE)                 |        |                     |
| S.C. Internapoli Camaldoli         | Napoli                      |        |                     |
| A.C. Ischia                        | Ischia (NA)                 |        |                     |
| Portici                            | Portici (NA)                |        |                     |
| Pro Calcio La Baronia              | Pontelatone (CE)            |        |                     |
| F.C. Riop Sangiuseppese            | San Giuseppe Vesuviano (NA) |        |                     |
| Polisportiva San Giorgio a Cremano | San Giorgio a Cremano (NA)  |        |                     |
| Polisportiva Succivo               | Succivo (CE)                |        |                     |
| F.C. Turris 1944                   | Torre del Greco (NA)        |        |                     |
| S.C. Virtus Volla P.P.             | Volla (NA)                  |        |                     |

#### Classifica finale
|  | Pos. | Squadra                   | Pt | G  | V  | N  | P  | GF | GS | DR  |
|  | ---- | ------------------------- | -- | -- | -- | -- | -- | -- | -- | --- |
|  | 1.   | Ercolanese                | 71 | 30 | 22 | 5  | 3  | 62 | 16 | +46 |
|  | 2.   | Portici                   | 60 | 30 | 18 | 6  | 6  | 42 | 21 | +21 |
|  | 3.   | Virtus Volla P.P.         | 57 | 30 | 15 | 12 | 3  | 34 | 15 | +19 |
|  | 4.   | Ischia                    | 56 | 30 | 15 | 11 | 4  | 36 | 18 | +18 |
|  | 5.   | Pol. El Brazil Flegrea    | 50 | 30 | 14 | 8  | 8  | 42 | 25 | +17 |
|  | 6.   | Alba Durazzano Sant'Agata | 46 | 30 | 11 | 13 | 6  | 36 | 20 | +16 |
|  | 7.   | Capri Isola Azzurra       | 42 | 30 | 11 | 9  | 10 | 40 | 42 | -2  |
|  | 8.   | San Giorgio a Cremano     | 33 | 30 | 7  | 12 | 11 | 25 | 33 | -8  |
|  | 9.   | Succivo                   | 32 | 30 | 7  | 11 | 12 | 32 | 34 | -2  |
|  | 10.  | Pro Calcio La Baronia     | 32 | 30 | 6  | 14 | 10 | 26 | 33 | -7  |
|  | 11.  | Internapoli Camaldoli     | 30 | 30 | 7  | 9  | 14 | 25 | 36 | -11 |
|  | 12.  | Riop Sangiuseppe          | 30 | 30 | 7  | 9  | 14 | 25 | 46 | -21 |
|  | 13.  | Arzanese                  | 29 | 30 | 8  | 5  | 17 | 29 | 35 | -6  |
|  | 14.  | Gaudianum                 | 29 | 30 | 6  | 11 | 13 | 22 | 41 | -19 |
|  | 15.  | Giovani Recale            | 24 | 30 | 5  | 9  | 13 | 16 | 46 | -30 |
|  | 16.  | Turris                    | 23 | 30 | 5  | 8  | 17 | 19 | 50 | -31 |

### Girone B

#### Squadre partecipanti
| Club                     | Città (provincia)          | Stadio | Stagione precedente |
| ------------------------ | -------------------------- | ------ | ------------------- |
| A.C. Altavilla Silentina | Altavilla Silentina (SA)   |        |                     |
| A.C. Baiano              | Baiano (AV)                |        |                     |
| A.S. Baronissi Calcio    | Baronissi (SA)             |        |                     |
| S.S. Eclanese            | Mirabella Eclano (AV)      |        |                     |
| U.S. Giffonese           | Giffoni Valle Piana (SA)   |        |                     |
| Gragnano                 | Gragnano (NA)              |        |                     |
| Inter Sant'Agata         | Massa Lubrense (NA)        |        |                     |
| Pol Mons Taurus          | Montoro Inferiore (AV)     |        |                     |
| U.S. Pollese             | Polla (SA)                 |        |                     |
| A.S. San Marzano Calcio  | San Marzano sul Sarno (SA) |        |                     |
| Sant'Antonio Abate       | Sant'Antonio Abate (NA)    |        |                     |
| Saviano                  | Saviano (NA)               |        |                     |
| A.P. Scafatese Calcio    | Scafati (SA)               |        |                     |
| A.C. Solofra Produce     | Solofra (AV)               |        |                     |
| S.C. Spigolatrice        | Sapri (SA)                 |        |                     |
| Pol. Teoreo              | Montoro Inferiore (AV)     |        |                     |

#### Classifica finale
|  | Pos. | Squadra             | Pt | G  | V  | N  | P  | GF | GS | DR  |
|  | ---- | ------------------- | -- | -- | -- | -- | -- | -- | -- | --- |
|  | 1.   | Spigolatrice        | 78 | 30 | 25 | 3  | 2  | 80 | 21 | +59 |
|  | 2.   | Mons Taurus         | 62 | 30 | 18 | 8  | 4  | 41 | 17 | +24 |
|  | 3.   | Solofra Produce     | 62 | 30 | 18 | 8  | 4  | 53 | 14 | +39 |
|  | 4.   | Inter Sant’Agata    | 56 | 30 | 16 | 8  | 6  | 48 | 27 | +21 |
|  | 5.   | Gragnano            | 54 | 30 | 16 | 6  | 8  | 42 | 25 | +17 |
|  | 6.   | Sant'Antonio Abate  | 49 | 30 | 14 | 7  | 9  | 36 | 23 | +13 |
|  | 7.   | Eclanese            | 41 | 30 | 12 | 5  | 3  | 29 | 30 | -1  |
|  | 8.   | Saviano             | 40 | 30 | 11 | 7  | 12 | 40 | 42 | -2  |
|  | 9.   | Scafatese           | 38 | 30 | 11 | 5  | 14 | 32 | 35 | -3  |
|  | 10.  | Teoreo              | 32 | 30 | 10 | 2  | 18 | 32 | 51 | -19 |
|  | 11.  | San Marzano         | 31 | 30 | 7  | 10 | 13 | 25 | 41 | -16 |
|  | 12.  | Baronissi           | 29 | 30 | 7  | 8  | 15 | 33 | 48 | -15 |
|  | 13.  | Giffonese           | 29 | 30 | 6  | 11 | 13 | 28 | 49 | -21 |
|  | 14.  | Altavilla Silentina | 26 | 30 | 7  | 5  | 18 | 29 | 54 | -25 |
|  | 15.  | Baiano              | 24 | 30 | 6  | 6  | 18 | 26 | 53 | -27 |
|  | 16.  | Pollese             | 18 | 30 | 5  | 3  | 22 | 21 | 65 | -44 |

- San Marzano alla fine stagione cambia denominazione Ippogrifo Sarnese.
- Baiano alla fine stagione acquista al titolo sportivo Inter Sant'Agata.

## Spareggio 2º posto
| ??? 2003 | Mons Taurus | 2 – 0 | Solofra Produce |  |